# Human (Death-Album)
Human ist das vierte Studioalbum der amerikanischen Death-Metal-Band Death. Es wurde 1991 veröffentlicht.

## Entstehungsgeschichte
Die Tour zum vorherigen Album Spiritual Healing entwickelte sich zu einem Fiasko. Chuck Schuldiner weigerte, sich die Europatournee zu spielen. Der Rest der Band reiste alleine nach Europa und zog die Tour ohne Bandkopf Schuldiner durch. Den Gesang übernahm Louie Carrisalez, der ehemalige Schlagzeuger von Devastation. Die Gitarre wurde von Walt Thrashler gespielt. Nachdem die Band von der Tour zurückkam, warf Chuck Schuldiner alle Musiker aus der Band. Drummer Bill Andrews und Bassist Terry Butler kehrten zu Massacre zurück. James Murphy stieg zunächst bei Obituary ein.
Schuldiner holte sich Steve DiGiorgio (u. a. bei Sadus aktiv) sowie Sean Reinert von Cynic und Paul Masvidal (ebenfalls Cynic, u. a. auch bei Master aktiv) in die Band, um die technisch anspruchsvollen Songs einzuspielen. Das Album gilt als Meilenstein des Death-Metal-Genres.
Für das Lied Lack of Comprehension wurde ein Musikvideo aufgenommen.
Die japanische Version des Albums enthält als Bonustrack eine Coverversion von dem Lied God of Thunder von Kiss.

## Musikstil
Human zeigt eine deutliche Weiterentwicklung von Schuldiner. Die brutalen Passagen früherer Alben sind immer noch vorhanden, wechseln sich allerdings mit jazzig angehauchten Parts ab. Sean Reinert und Paul Masvidal spielten in ihrer Hauptband Cynic einen ähnlichen Stil. Auch die Texte von Death bewegen sich von der früheren Horrorthematik und späteren Sozialkritik weg, hin zu anspruchsvollen, tiefgründigen Texten.

## Titelliste
1. Flattening of Emotions – 4:30
2. Suicide Machine – 4:22
3. Together as One – 4:09
4. Secret Face – 4:36
5. Lack of Comprehension – 3:43
6. See Through Dreams – 4:25
7. Cosmic Sea – 4:28
8. Vacant Planets – 3:49